# بن سیلورستون
بن سیلورستون (به انگلیسی: Ben Silverstone) (زاده ۹ آوریل ۱۹۷۹) بازیگر انگلیسی است.
از فیلم‌های معروف او می‌توان به بازی در فیلم پرش! اشاره کرد.